# Isole Vergini Americane ai Giochi olimpici
Le Isole Vergini Americane hanno partecipato per la prima volta ai Olimpiadi nel 1968. Hanno vinto una medaglia ai Giochi olimpici estivi (Peter Holmberg nella vela ai Olimpiadi del 1988), mentre non ne hanno mai vinta alcuna ai Giochi olimpici invernali.
Il Comitato Olimpico delle Isole Vergini Americane venne creato e riconosciuto dal CIO nel 1967.

## Medaglieri

### Medaglie alle Olimpiadi estive
| Giochi                 | Oro              | Argento          | Bronzo           | Totale           |
| ---------------------- | ---------------- | ---------------- | ---------------- | ---------------- |
| Città del Messico 1968 | 0                | 0                | 0                | 0                |
| Monaco 1972            | 0                | 0                | 0                | 0                |
| Montreal 1976          | 0                | 0                | 0                | 0                |
| Mosca 1980             | non partecipante | non partecipante | non partecipante | non partecipante |
| Los Angeles 1984       | 0                | 0                | 0                | 0                |
| Seul 1988              | 0                | 1                | 0                | 1                |
| Barcellona 1992        | 0                | 0                | 0                | 0                |
| Atlanta 1996           | 0                | 0                | 0                | 0                |
| Sydney 2000            | 0                | 0                | 0                | 0                |
| Atene 2004             | 0                | 0                | 0                | 0                |
| Pechino 2008           | 0                | 0                | 0                | 0                |
| Londra 2012            | 0                | 0                | 0                | 0                |
| Rio de Janeiro 2016    | 0                | 0                | 0                | 0                |
| Tokyo 2020             | 0                | 0                | 0                | 0                |
| Parigi 2024            | 0                | 0                | 0                | 0                |
| Totale                 | 0                | 1                | 0                | 1                |

### Medaglie alle Olimpiadi invernali
| Giochi              | Oro              | Argento          | Bronzo           | Totale           |
| ------------------- | ---------------- | ---------------- | ---------------- | ---------------- |
| Calgary 1988        | 0                | 0                | 0                | 0                |
| Albertville 1992    | 0                | 0                | 0                | 0                |
| Lillehammer 1994    | 0                | 0                | 0                | 0                |
| Nagano 1998         | 0                | 0                | 0                | 0                |
| Salt Lake City 2002 | 0                | 0                | 0                | 0                |
| Torino 2006         | 0                | 0                | 0                | 0                |
| Vancouver 2010      | non partecipante | non partecipante | non partecipante | non partecipante |
| Sochi 2014          | 0                | 0                | 0                | 0                |
| PyeongChang 2018    | non partecipante | non partecipante | non partecipante | non partecipante |
| Pechino 2022        | 0                | 0                | 0                | 0                |
| Totale              | 0                | 0                | 0                | 0                |